# 広漢郡
広漢郡（廣漢郡、こうかん-ぐん）は、中国にかつて存在した郡。漢代から隋初にかけて、現在の四川省北部に設置された。

## 概要
紀元前201年（高帝6年）、広漢郡が立てられた。前漢の広漢郡は益州に属し、梓潼・什方・涪・雒・綿竹・広漢・白水・葭萌・郪・新都・甸氐道・剛氐道・陰平道の13県を管轄した。王莽のとき、就都郡と改称された。
後漢が建てられると、広漢郡の称にもどされた。広漢郡は雒・綿竹・什邡・涪・梓潼・広漢・白水・葭萌・郪・新都・徳陽の11県を管轄した。
晋のとき、広漢郡は梁州に属し、広漢・徳陽・伍城の3県を管轄した。
南朝宋のとき、広漢郡は益州に属し、雒・什邡・郪・新都・陽泉・伍城の6県を管轄した。
南朝斉のとき、広漢郡は雒・什邡・郪・新都・陽泉・伍城の6県を管轄した。
583年（開皇3年）、隋が郡制を廃すると、広漢郡は廃止されて、益州に編入され、広漢郡の呼称は姿を消した。